# Lasiognathus saccostoma
Lasiognathus saccostoma är en fiskart som beskrevs av Regan 1925. Lasiognathus saccostoma ingår i släktet Lasiognathus och familjen Thaumatichthyidae. Inga underarter finns listade i Catalogue of Life.